# Søby (Ærø)
 Denne artikel omhandler byen Søby (Ærø). Der er også andre byer med dette navn, se Søby.
Søby har 435 indbyggere  (2024) og er den nordligste by på Ærø. Byen hører ligesom den øvrige del af øen til Ærø Kommune og ligger i Region Syddanmark. Søby er en aktiv værfts- og fiskeriby med Søby Værft, handelsliv, færgedrift og erhvervshavn. Der er daglig færgeforbindelse til Fynshav på Als og til Faaborg på Fyn. Søby Sogn blev oprettet i 1744.
Søby Kirke, indviet 1745, er en pietistisk kirke både udvendigt og indvendigt. Kirkerummet blev i 1976 ændret af arkitekt Alan Havsteen-Mikkelsen.

Fra Søby er der knap 15 kilometer til Ærøskøbing og 23 kilometer til Marstal.

## Historie
I 1167 angreb venderne gang på gang det sydlige Danmark. På det tidspunkt havde Ærø imidlertid gode forsvarsværker som Søby Volde 4 kilometer sydøst for Søby.
I 1277 er Søby nævnt første gang som Seboy. Forleddet er navneordet sæ, der betyder sø. Efterleddet er ’-by’, som her betyder landsby. Godset Søby omtales allerede i 1277 og var da i Brandenburgernes besiddelse. Hovedgården var i slutningen ad middelalderen udstykket, men siden genoprettet af hertug Hans den Yngre af Slesvig-Holsten-Sønderborg.
Den nye hovedgård Søbygård i nærheden af Søby Volde opførtes i 1580 af hertug Hans den Yngre. Anlæggelsen af Søbygård blev startskuddet for en central periode af øens historie præget af små hertugdømmer. Søbygård blev kun sjældent benyttet som bolig af hertugerne.
I 1722 var der kun få fæstegårde, men efter at Søbygård blev udstykket, voksede bebyggelsen med sømænd og fiskere.
Under Kanonbådskrigen (1807-1814) blev der i 1812 bygget skanser ved Næbbet, sydøst for Skjoldnæs Fyr. Disse er nu under erosion og har ikke ændret kystformen.
I 1846 var havnen kun en primitiv pælebro, hvor færgen mellem Als og Søby kunne lægge til. I 1865 byggede skipperne i fællesskab en stenmole med bolværk. I 1903 fik Søby dampskibsforbindelse med Faaborg. Havnen blev yderligere uddybet i 1924, og i 1933 anlagde man et færgeleje
I 1948 åbnede Søby Bio på Biografvej. Den ophørte som biograf i 1986. Sommeren 1991 forsøgte man igen, men måtte give op efter få forestillinger. Biografbygningen blev overtaget af Trælasten, som ophørte i 2015. I 2018 købte Søby Havn bygningerne for at fremtidssikre aktiviteterne på havnen.
I 2015 fjernede et nedrivningsfirma den nedlagte kornsilo på Søby Havn. Det tog en måned at fjerne den 30 meter høje silo. Af hensyn til naboerne blev siloen klippet ned i små stykker.
Torsdag den 15. august 2019 sejlede Elfærgen Ellen sin første ordinære tur fra Søby til Fynshav med passagerer og biler.

## Institutioner og skoler
I 1985 blev der ved Nørrevejen bygget 10 pensionistboliger.
Søby Skole var en centralskole fra 1963 til 2013 og havde omkring 100 elever fordelt fra børnehaveklassen til sjette klasse. Statuen foran den tidligere skole er udmejslet i bornholmsk granit af billedhuggeren Eigil Vedel Schmidt og opstillet i 1965. Kommunalbestyrelsen ønskede et monument foran den nybyggede skole, som kunne symbolisere fremgangen og udviklingen i kommunen, og Eigil Vedels forslag: "En gravid kvinde med et lille barn" blev antaget. Kunstneren betingede sig dog, at statuen skulle stå så lavt, at børnene kunne klappe den.
Kunsthøjskolen på Ærø ligger omkring 4 kilometer sydøst for Søby og har maleatelier, skulptur- og medieværksted, bibliotek og foredragssal og plads til 30 elever.

## Havn og erhvervsliv
Søby Havn er en fiskeri- og industrihavn med værft i den vestlige del, fiskerihavn og færgehavn i den sydøstlige del samt en lystbådehavn i øst med plads til 200 både,
I Søby havn ligger Ærøs fiskerflåde, som består af mindre garnbåde og ståltrawlere. Ståltrawlerne er kun hjemme en del af året. Havnen kan modtage skibe, der maksimalt har en længde på 135 meter og en dybgang på 6,5 meter.
Det 290.000 kvadratmeter store område på Søby Havn skal udvikles for 116 millioner, hvor de 75 millioner kommer fra staten, mens Ærø Kommune bidrager med 41 millioner - kommunen har i forvejen givet tre millioner til forarbejderne.
Byggeriet begynder i 2022 og vil er planlagt til at stå færdigt i sommeren 2024.
Arthur Christian Jørgensen etablerede 1931 i Søby et værksted, der specialiserede sig i reparation og forbedring af mindre skibsmotorer. Produktionen af skibsmotorer indledtes i 1937 med 6 stk. benzin- og 4 stk. råoliemotorer, og den første bedding indvies 1941. I 1950 starter bådeværftet og en afdeling for reparation af stålskibe. Der bygges fiskerbåde af træ, og omkring 30 mand er beskæftiget. I 1959 bliver den første ståltrawler bygget. I 1967 tages den første tørdok i brug. I 1991 bygges der et maskinværksted med lager og kontor samt et 3500 kvadratmeter stort areal mod nordvest inddæmmes, hvorpå der opføres en ny stor svejsehal. Den 20. november 2006 invies den nye tørdok på 115 x 24 x 6 meter, der kan tage skibe op til 7.000 tons. Søby Værft bygger blandt andet orlogsfartøjer til Søværnet. Værftet er øens største arbejdsplads med omkring 140 ansatte.
Søby har foruden værftet, elektronikfirma, møbelbutik, frisør, campingplads, kro, restaurant, grillbar, bodega, bager med café, tøjforretning, tandlæge og den nye Dagli'Brugsen ved havnen.
I 2015 blev den tidligere Søby Skole solgt, og i september samme år flyttede 80 uledsagede flygtningebørn mellem 14 og 18 år ind på det nyoprettede asylcenter. I december 2016 lukkede centeret og blev solgt til en lokal bygmester, som åbnede baren "Rådhuskælderen" i kælderen. 2022 købte Søby Værft den tidligere skole, hvor der i første omgang skal indrettes værelser til 15-20 af værftets ansatte.

## Trafik
Fra den 15. august 2019 sejler Elfærgen Ellen mellem Søby og Fynshav. M/F Skjoldnæs sejler fra samme dato mellem Søby og Fåborg.

## Galleri
- Vitsø Nor
- Søby Mølle
- Søbygård
- Søby Volde
- Skjoldnæs Fyr

## Seværdigheder i Søby og omegn
Søby har en lystbådehavn og en campingplads ved Loddenbjerg vest for byen, direkte ud til Lillebælt, samt bodega og restaurant. Søby er udgangspunkt for den mere end 200 kilometer lange vandrevej Øhavsstien, som forbinder Ærø med Langeland, Tåsinge og Sydfyn.
- Søby Mølle, en restaureret stråtækt hollandsk mølle fra 1881 ejes af en lokal møllefond.
- Vester Mølle, syd for Søby, er en af Danmarks ældste hollandske vindmøller. Møllen er opført i 1834 som erstatning for to stubmøller og har været i brug indtil 1980.
- Søby Volde, sydøst for Søby, er højtliggende middelalderborg, som antagelig blev opført af kongemagten i 1100-tallet i bunden af det dengang sejlbare Vitsø Nor. Voldene har fungeret som forsvar mod venderne. Fund peger på, at kong Niels af Danmark (konge fra 1104-1134) var bygherre.
- Søbygård er en herregård, som hertug Hans den Yngre byggede omkring 1580. Gården blev anlagt i en lille sø, dannet ved opdæmning af en bæk. Både hovedbygningen, slottet og den trelængede avlsgård fra 1580 blev bygget på øer med meterhøje kampestensbesatte sider, forbundne indbyrdes, og voldanlægget med vindebroer. Søbygård er i dag samlingssted for Ærøs beboere. I hovedbygningen, kaldet "Slottet", er der skiftende udstillinger, receptioner og borgelige vielser. I en af længerne er der en nyopført sal til brug for stedets aktiviteter.
- Vitsø Mølle, er en hollandsk pumpemølle fra 1883. Den ligger to kilometer sydvest for byen, ved enden af det tørlagte Vitsø Nor. Møllen har været fredet siden 1958 og er den eneste af sin art i Danmark. Der er tale om en vand/vindmølle, det vil sige, at man udnyttede vindkraften til at afvande det lavvandede fjordområde.
- Vitsø Nor er tørlagt, så det i dag dels er frugtbar landbrugsjord og dels naturområder. Vitsø er fredet, men der er adgang gennem området til fods eller på cykel. Der findes kort af stisystemet over området.
- Skjoldnæs Fyr, (22 meter højt) er opført i 1881 af svenske stenhuggere og udført i fint tilhuggede bornholmske granitsten. Fyrtårnet er åbent for besøgende.
- I nærheden af fyret er der anlagt en ny golfbane, hvorfra der er vandresti ned til stranden og fuglereservatet på Næbbet.

## Kendte personer
- Peter Knutzen (1887-1949). Jurist og generaldirektør for DSB.
- Einar Geert-Jørgensen (1898-1977). Overlæge, dr. med. og psykiater.
- Arthur Christian Jørgensen (1908-1994). Iværksætter og grundlægger af Søby Værft.